# Thomas Lenche
Thomas Lenche est un négociant et armateur marseillais du XVIe siècle. 

## Biographie
La famille Lenche (Linciu (qui se prononce « linʃiu »), d’origine de Morsiglia au Cap Corse, s’établit à Marseille et fit construire sur la future place de Lenche un hôtel particulier au XVIe siècle. Patron de navire, Thomas Lenche crée la Compagnie du Corail,qui, depuis le bastion de France près de La Calle en Algérie, exploite des liaisons commerciales entre l'Afrique du Nord et Marseille. Il emploie une soixantaine de patrons de barque de Marseille ou des ports secondaires de Provence pour la pêche au corail.
Il est élu second consul de Marseille en 1565 (avec Pierre d'Albertas comme premier consul).
Son neveu, Antoine de Lenche, prend le parti des royalistes pendant les guerres de Religion ; élu deuxième consul, il est assassiné en 1588.

## Hommages
La place de Lenche porte son nom.